# Oliver Nelson
Oliver Edward Nelson (ur. 4 czerwca 1932 w Saint Louis, zm. 28 października 1975 w Los Angeles) – afroamerykański muzyk jazzowy, saksofonista, klarnecista, aranżer, kompozytor i bandlider. Twórca soundtracków.

## Życiorys
Pochodził z muzykalnej rodziny. Jego brat był saksofonistą. który grał z „Cootiem” Williamsem w latach 40.. Jego siostra zaś grała na fortepianie i śpiewała. On sam rozpoczął naukę gry na fortepianie w wieku sześciu lat, a na saksofonie – jedenastu.
W 1947 w rodzinnym Saint Louis zaczął grać zawodowo w The Jeter-Pillars Orchestra oraz zespołach prowadzonych przez George’a Hudsona i Nata Towlesa. Następnie w latach 1950–1951 pracował z big-bandem Louisa Jordana jako drugi saksofonista altowy i aranżer.
Przez dwa lata odbywał służbę w Korpusie Piechoty Morskiej, grając w sekcji dętej orkiestry trzeciej dywizji w Japonii i Korei. Będąc na koncercie Tokijskiej Orkiestry Filharmonicznej, usłyszał utwór Moja matka gęś Maurice’a Ravela oraz Symfonię Es-dur Paula Hindemitha. Później tak wspominał to zdarzenie: Wtedy po raz pierwszy usłyszałem prawdziwą muzykę nowoczesną, bo w Saint Louis nawet nie wiedziałem, że Murzynom wolno chodzić na takie koncerty. Ponadto zrozumiałem, że nie wszystko musi brzmieć jak Beethoven czy Brahms... Wtedy też postanowiłem zostać kompozytorem.
Po zwolnieniu z wojska wrócił do rodzinnego Saint Louis, gdzie poznał Eileen Mitchell, z którą się ożenił i wkrótce rozwiódł. Miał z nią syna – Olivera juniora, który został flecistą oraz wykładowcą na kilku uniwersytetach (uzyskał stopień: Doctor of Musical Arts in Jazz Performance), m.in. na wydziale muzyki Indiana University Jacobs School of Music. W tym czasie podjął studia w zakresie kompozycji i teorii muzyki – najpierw na Uniwersytecie Waszyngtona w Saint Louis, a następnie – Lincolna w Jefferson City, na którym w 1958 uzyskał magisterium. Jego nauczycielami byli cenieni kompozytorzy muzyki współczesnej i pedagodzy: Elliott Carter, Robert Wykes i George Tremblay. Po zakończeniu czteroletniej nauki poślubił mieszkankę Saint Louis – Audrey McEwen. Byli ze sobą do jego śmierci. Doczekali się syna – Nylesa. Jeszcze w 1958 przeniósł się do Nowego Jorku. Przez niedługi okres grał z zespołami trębacza Erskine’a Hawkinsa i organisty „Wild” Billa Davisa. W 1959 wyjechał na Zachodne Wybrzeże) na krótki angaż w orkiestrze perkusisty Louiego Bellsona. Aranżował również repertuar dla Apollo Theater w nowojorskim Harlemie. W 1959 także zaczął nagrywać dla Prestige Records jako lider kilku małych grup. Do 1961 wydał sześć albumów, które przyniosły mu uznanie i sławę w świecie jazzu. Z 1961 pochodzi, uznawana za klasyczną, płyta The Blues and the Abstract Truth. Do jej nagrania zaprosił wybitnych instrumentalistów: saksofonistę i flecistę Erica Dolphy'ego, trębacza Freddiego Hubbarda, pianistę Billa Evansa, kontrabasistę Paula Chambersa i perkusistę Roya Haynesa. Dzięki niej spopularyzował też swoją kompozycję Stolen Moments, którą już wcześniej nagrał Eddie „Lockjaw” Davis.
Od 1960 do 1961 grał w zespołach Counta Basiego i Duke’a Ellingtona. Następnie jako saksofonista tenorowy dołączył do big-bandu Quincy'ego Jonesa, z którym odbył duże trasy koncertowe w kraju oraz Europie. Mimo że był wyróżniającym się instrumentalistą, stał się przede wziętym aranżerem, który orkiestrował płyty takich sław jazzu, jak pianiści Thelonious Monk i Billy Taylor, saksofoniści Cannonball Adderley, Sonny Rollins, „Lockjaw" Davis, Johnny Hodges, Stanley Turrentine i Gene Ammons, gitarzysta Wes Montgomery,  perkusista Buddy Rich, organista Jimmy Smith, oraz wokalistka Irene Reid. Rollinsowi zaaranżował także muzykę do filmu fabularneego Alfie oraz albumu o takim samym tytule. W 1966 napisał również podręcznik Patterns for Improvisation (Wzory improwizacji), który nadal cieszy się popularnością wśród adeptów jazzu. Ponadto w latach 1966–1975 prowadził kilka big-bandów All-Stars podczas szeregu prestiżowych koncertów. Występował także jako solista i lider własnych małych zespołów, grając głównie na saksofonie sopranowym. Jeszcze w 1969 wraz z kwintetem, oraz innymi zaproszonymi grupami i solistami uczestniczył w słynnym tournée po Afryce Zachodniej, sponsorowanym przez amerykański Departament Stanu.
W 1967 przeprowadził się do Los Angeles, pragnąc w większym stopniu zająć się muzyką dla kinematografii i telewizji. Szybko dołączył do czołówki twórców z tej dziedziny. Skomponował muzykę do licznych filmów i seriali telewizyjnych, m.in. Ironside (69 odc.), The Name of the Game (3 odc.), It Takes a Thief (3 odc.), Long Street (temat przewodni), Columbo (1 odc.), Banaczek (1 odc.), The Six Million Dollar Man (49 odc.), The Alpha Caper i The Bionic Woman (nieuwzględniony w napisach). Jego dorobek kinowy obejmuje tytuły: Śmierć rewolwerowca, Zig Zag, Skullduggery, Lady śpiewa bluesa z Dianą Ross w roli Billie Holiday (aranżer) i Ostatnie tango w Paryżu (aranżer, dyrygent orkiestry). Jednocześnie w tym okresie zajmował się także aranżowaniem i produkcją albumów takich gwiazd muzyki soul i pop, jak James Brown, The Temptations, Diana Ross i Nancy Wilson.
W ostatnich latach życia zniknął ze sceny jazzowej. Zmarł na zawał serca w wieku 43. lat. Został pochowany na cmentarzu Inglewood Park Cemetery w kalifornijskim Iglewood.

## Wybrana dyskografia

### Jako lider lub współlider
- 1959 Meet Oliver Nelson (New Jazz)
- 1960 Taking Care of Business (New Jazz)
- 1961
  - The Blues and the Abstract Truth (Impulse! Records)
  - Screamin’ the Blues (New Jazz)
  - Nocturne – Oliver Nelson with Lem Winchester (Moodsville)
  - The Blues and the Abstract Truth – Bill Evans–Roy Haynes–Eric Dolphy–Oliver Nelson–Paul Chambers–Freddie Hubbard (Impulse!)
- 1962
  - Soul Battle – Oliver Nelson–King Curtis–Jimmy Forrest (Prestige)
  - Afro-American Sketches – Oliver Nelson Orchestra (Prestige)
  - Impressions of Phaedra (United Artists Jazz)
- 1963 Full Nelson (Verve)
- 1964 Fantabulous (Argo)
- 1965 More Blues and the Abstract Truth (Impulse!)
- 1966
  - Oliver Nelson Plays Michelle (Impulse!)
  - Leonard Feather Presents the Sound of Feeling and the Sound of Oliver (Verve)
- 1967
  - Sound Pieces (Impulse!)
  - Happenings – Hank Jones & Oliver Nelson (Impulse!)
  - The Spirit of ’67 – Pee Wee Russell and Oliver Nelson and His Orchestra (Impulse!)
  - The Kennedy Dream (Impulse!)
  - Live from Los Angeles – Oliver Nelson’s Big Band (Impulse!)
- 1968
  - Jazzhattan Suite – Jazz Interactions Orchestra (Verve)
  - Soulful Brass – Oliver and Steve Allen (Impulse!)
- 1970 Black, Brown and Beautiful (Flying Dutchman)
- 1971 Berlin Dialogue for Orchestra (Flying Dutchman)
- 1972 Swiss Suite (Flying Dutchman)
- 1974 Oliver Edward Nelson in London with Oily Rags (Flying Dutchman)
- 1975
  - Skull Session (Flying Dutchman)
  - Stolen Moments (East Wind)

Zestawienie wg dat wydania płyt